# Europa der Vaterländer
Das Europa der Vaterländer, französisch l’Europe des patries, ist ein politisches Schlagwort und ein europapolitisches Konzept. Es bezeichnet eine Form der zwischenstaatlichen Kooperation in Europa, bei der die nationale Souveränität weitgehend unangetastet bleibt und bei der auf eine supranationale Vereinigung der Staaten oder auf eine Vergemeinschaftung von staatlichen Aufgaben im Sinne der europäischen Integration verzichtet wird.

## Geschichte
Der Begriff wird vor allem mit dem französischen Staatspräsidenten Charles de Gaulle in Verbindung gebracht, der das Schlagwort als Doktrin der französischen Europapolitik der 1960er Jahre bekannt machte. Unter historischem Bezug auf das Frankenreich schwebte ihm eine Art „Kerneuropa“ vor, das aus Westdeutschland, Italien, den Beneluxstaaten und Frankreich gebildet und von Letzterem geführt würde. Durch seine Ausstrahlung sollte es den Ost-West-Konflikt überwinden helfen und eine Kooperation aller europäischen Staaten ermöglichen („Europa vom Atlantik bis zum Ural“).
Mit dem Schlagwort griff de Gaulle eine Formulierung auf, die sein Premierminister Michel Debré am 15. Januar 1959 bereits in eine Parlamentsdebatte der Nationalversammlung eingeführt hatte: „l’Europe des patries et de la liberté“ (Europa der Vaterländer und der Freiheit).
In einer Pressekonferenz am 5. September 1960 umriss Charles de Gaulle seine Vorstellungen über das „Europa der Vaterländer“ wie folgt:

„Die Schaffung Europas, das heißt seine Einigung, ist sicherlich eine wichtige Sache … Warum sollte dieser große Herd der Zivilisation, der Stärke, der Vernunft und des Fortschritts unter seiner eigenen Asche erlöschen? Allerdings darf man auf einem solchen Gebiet nicht Träumen nachhängen, sondern muss die Dinge so sehen, wie sie sind. Welches sind die Realitäten Europas und die Eckpfeiler, auf denen man weiterbauen könnte? In Wirklichkeit sind es die Staaten … Es ist eine Schimäre, zu glauben, man könne etwas Wirksames schaffen und dass die Völker etwas billigen, was außerhalb oder über dem Staate stehen würde … Gewiss trifft es zu, dass, bevor man das Europa-Problem in seiner Gesamtheit behandelt hat, gewisse mehr oder weniger supranationale Einrichtungen geschaffen werden konnten. Diese Einrichtungen haben ihren technischen Wert, aber sich haben und können keine Autorität und politische Wirksamkeit besitzen … Frankreich hält die Gewährleistung der regelmäßigen Zusammenarbeit der europäischen Staaten für wünschenswert, möglich und praktisch auf dem Gebiet der Politik, der Wirtschaft, der Kultur und der Verteidigung … Das erfordert ein organisiertes, regelmäßiges Einvernehmen der verantwortlichen Regierungen und die Tätigkeit von den Regierungen unterstellten Spezialorganisationen auf jedem der gemeinsamen Gebiete.“

Etwa in der EU-Finalitätsdebatte wurde und wird das Konzept heute von Wissenschaftlern und politischen Akteuren aufgegriffen, um einen Standpunkt zu kennzeichnen, der ein Interesse zur Wahrung der nationalen Souveränität betont und insofern eine Opposition oder Skepsis gegenüber der europäischen Integration, der Europäischen Union oder dem europäischen Föderalismus zum Ausdruck bringt. In diesem Sinne verwenden bzw. verwendeten in Frankreich etwa Vertreter von Les Républicains, Debout la France und des Rassemblement National sowie auf europäischer Ebene die Fraktionen Europa der Nationen, Union für das Europa der Nationen und Europa der Nationen und der Freiheit und das rechtsextreme Parteienbündnis Europäischen Allianz der nationalen Bewegungen den Begriff. In Deutschland werden der Begriff und das mit ihm bezeichnete europapolitische Konzept von der Alternative für Deutschland vertreten.